# Souled
Souled es el sexto álbum de la carrera de Thomas Anders como solista después de su separación del dúo Modern Talking en 1987. Se publicaron dos sencillos: «Never Knew Love Like This Before» y «Road To Higher Love».
El álbum contiene 13 temas nuevos. Thomas participó de la composición de algunos de los temas del álbum.

## Créditos
- Producción: Peter Wolf
- Productor Asociado: Paul Ericksen
- Arreglos: Peter Wolf
- Grabación: Paul Ericksen en "The EMBASSY", Los Ángeles, EE. UU.
- Mezcla: Paul Ericksen en "The EMBASSY", Los Ángeles, EE. UU.
- Grabación Adicional: David Jahnsen
- Asistente de Mezcla: Rejean DeGrandMaison
- Estudios adicionales: "Front Page-Recorders" en Los Ángeles, EE. UU.; "Ton-Zoo"-Studios en Dornbirn, Austria
- Masterización Digital: Steven Marcussen en "Precision Mastering" en Los Ángeles, EE. UU.
- Diseño de Portada: Grafiksalon
- Fotos: Gerhard Hirsch
- Guitarras: David Williams, Jeff Richman, Bruse Gaitsch, Peter Roberts
- Percusión: Tony Braunagl
- Rap: Sean Thomas (aparece por cortesía de Motown)
- Otros Instrumentos: Peter Wolf
- Coros: Phillip Ingram; Thomas Anders; Anita, June y Ruth Pointer; Alex Brown; Lynn Davis; Ina Wolf

## Lista de canciones
| #   | Título                                                                           | Tiempo |
| --- | -------------------------------------------------------------------------------- | ------ |
| 1.  | "Souled In" (Peter Wolf, Lynn Davis, Ina Wolf)                                   | 0:20   |
| 2.  | "Michelle" (John Lennon y Paul McCartney)                                        | 4:55   |
| 3.  | "Never Knew Love Like This Before" (Reggie Lucas y James Mtume)                  | 4:00   |
| 4.  | "Will You Let Me Know" (Peter Wolf, Ina Wolf y Thomas Anders)                    | 4:20   |
| 5.  | "The Heat Between The Girls And The Boys" (Peter Wolf, Ina Wolf y Thomas Anders) | 4:49   |
| 6.  | "Look At The Tears" (Peter Wolf, Ina Wolf y Thomas Anders)                       | 3:45   |
| 7.  | "Feel For The Physical" Dueto con Pointer Sisters (Peter Wolf y Peter Zizzo)     | 4:30   |
| 8.  | "Carry You With Me" (Steve Plunkett y Mark Vogel)                                | 4:16   |
| 9.  | "Road To Higher Love" (Peter Wolf, Ina Wolf y Thomas Anders)                     | 4:05   |
| 10. | "'South Of Love" (Peter Wolf, Ina Wolf y Peter Roberts)                          | 4:00   |
| 11. | "A Little Bit Of Lovin' (Album Version)" (Peter Wolf, Ina Wolf y Thomas Anders)  | 3:55   |
| 12. | "Point Of No Return" (Peter Wolf, Ina Wolf y Thomas Anders)                      | 4:54   |
| 13. | "Souled Out" (Peter Wolf, Lynn Davis, Ina Wolf)                                  | 0:33   |

- Datos: Q1942908